# Záhony
Záhony est une ville et une commune du comitat de Szabolcs-Szatmár-Bereg en Hongrie.

## Géographie
Záhony est arrosée par la Tisza, qui marque la frontière avec l'Ukraine, et se trouve à 25 km au sud-sud-ouest de Oujhorod (Ukraine), à 60 km au nord-est de Nyíregyháza, à 107 km à l'est-nord-est de Miskolc et à 254 km au nord-est de Budapest.

## Transports
Par la route, Záhony se trouve à 27 km de Oujhorod (Ukraine), à 66 km de Nyíregyháza, à 151 km de Miskolc et à 303 km de Budapest.
La route européenne 573, qui relie Püspökladány (Hongrie) à Oujhorod (Ukraine), franchit la frontière hungaro-ukrainienne à Záhony.
Záhony possède une gare ferroviaire sur la ligne Lviv – Stryï – Budapest ; elle est également reliée à Tchop et Oujhorod.